# Cirrhimuraena paucidens
Cirrhimuraena paucidens är en fiskart som beskrevs av Herre och Myers, 1931. Cirrhimuraena paucidens ingår i släktet Cirrhimuraena och familjen Ophichthidae. Inga underarter finns listade i Catalogue of Life.